# Parafia św. Michała Archanioła i św. Anny w Kamionie
Parafia świętego Michała Archanioła i świętej Anny w Kamionie – parafia rzymskokatolicka, znajdująca się w diecezji łowickiej, w dekanacie Sochaczew – św. Wawrzyńca. Od 2023 roku proboszczem parafii jest ks. Waldemar Majchrowski.

## Zasięg parafii
Do parafii należą wierni z następujących miejscowości : Kamion Duży, Kamion Mały, Kamion Podgórny, Kamion Poduchowny, Nowa Wieś Śladów, Nowa Wieś, Nowy Kamion, Olszynki, Przęsławice, Śladów, Wilcze Śladowskie, Witkowice (część „Łaźnia”).